# Skyldig - ikke skyldig (film fra 1971)
 For alternative betydninger, se Skyldig - ikke skyldig. (Se også artikler, som begynder med Skyldig - ikke skyldig)
Skyldig - ikke skyldig er en film instrueret af Jørgen Vestergaard efter manuskript af Ole Vinding.

## Handling
Hvem er skyld i forureningen af den danske natur? Landbruget, fabrikkerne - eller hvad med alle og enhver i det danske samfund. Filmen behandler forurening som følge af gødskning, sprøjtning med bekæmpelsesmidler og udledning af spildevand fra landbrug og industri.